# Karsten Finger
Karsten Finger (n. 28 ianuarie 1970, Berlin, RDG) este un canotor ce a reprezentat Germania, medaliat olimpic. A participat la o ediție a Jocurilor Olimpice (1992) în care a câștigat o medalie de argint.

## Participări
Lista de mai jos prezintă principalele competiții la care a participat Karsten Finger de-a lungul carierei.
- rowing at the 1992 Summer Olympics – men's coxed four[*][3]